# Sean Haberle
Sean Haberle (Arlington, Virginia, 3 juli 1963) is een Amerikaanse acteur. Haberle is het meest bekend door zijn rol als Ramp Manager in The Thomas Crown Affair in 1999. Ook heeft Haberle de motion capture van het personage Reverend Swanson verzorgd in het computerspel Red Dead Redemption 2 uit 2018.

## Filmografie

### Films
Inclusief korte films
| Jaar | Titel                            | Rol              |
| ---- | -------------------------------- | ---------------- |
| 1994 | Exquisite Tenderness             | Dr. Julian Matar |
| 1995 | Deadly Whispers                  | Jim              |
| 1999 | The Thomas Crown Affair          | Ramp Manager     |
| 2000 | The Bookie's Lament              | Ray              |
| 2004 | The Disappearance of Andy Waxman | Harry            |
| 2007 | Normal Adolescent Behaviour      | Bill             |
| 2007 | August Rush                      | Frank            |
| 2011 | Jolly Friends Forever More       | Ben              |
| 2020 | Talking to God                   | Warner           |

### Series
| Jaar | Titel                             | Rol                        |
| ---- | --------------------------------- | -------------------------- |
| 1999 | Soldier of Fortune, Inc.          | James Richman              |
| 1999 | Sex and the City                  | Gareth Davis               |
| 2006 | Law & Order: Special Victims Unit | Steve                      |
| 2006 | Law & Order                       | Ray Campbell, Walter Flint |
| 2008 | Law & Order: Criminal Intent      | Jack Williams              |
| 2013 | The Good Life                     | Alvin Nagy                 |

### Computerspellen
| Jaar | Titel                 | Rol              |
| ---- | --------------------- | ---------------- |
| 2018 | Red Dead Redemption 2 | Reverend Swanson |

- Virtual International Authority File: 311321797